# De Vos (I)
Het geslacht de Vos, ook Vos of Voss genoemd, was een adellijk geslacht uit het Land van Valkenburg, dat reeds in 1340 en 1357 werd vermeld. De familie was in 1354 in bezit was van een edelmanshuis te Holtum en in 1386 van een riddergoed in Brunssum.

## Geschiedenis
De families Vos te Brunssum en Vos te Holtum behoren tot dezelfde familie.
In 1662 verzochten burgemeesters, regenten en ingezetenen van Brunssum en Schinveld aan Arnold V Wolfgang Huyn van Amstenrade, graaf van graafschap Geleen, en aan drossaard Nierbeek stappen te ondernemen om Brunssum en Schinveld onder Spaans bewind te laten blijven. Dit omdat jonkheer van Vos en A.G. van Bock trachtten om beide plaatsen onder de soevereiniteit van de Republiek onder te brengen.
Anna Barbara van Vos (1670-1715), erfdochter van het riddermatig huis Genhoes, kleindochter van Godart Vos, huwde in 1694 met baron Carl Anseld de Negri waardoor de goederen van het Brunssumse geslacht de Vos in het bezit komen van het geslacht de Negri.
De tak Holtum is uitgestorven in 1579. De tak Brunssum is uitgestorven in 1729.

## Wapen
Het wapen van de familie bestaat uit: 5 kogels geplaatst 2, 2 en 1 en een uit zijn hol springende vos.

## Leden van de familie
- Johannes Voss van houtheim, eerste bewoner en waarschijnlijk bouwer van Huis Holtum
- Jan Cornelis de Oude de Vos van Brunssum (+ 1546), streed voor keizer Karel V van het Heilige Roomse Rijk tegen de Geldersen
- Jan de Jonge de Vos van Brunssum (+ 1615), huwde met Maria Clutt
- Hans Willem de Vos van Brunssum (1631-1679), hoogdrossaard en lid van de Ridderschap van het Land van Valkenburg
- Willem en Godart de Vos van Brunssum, bouwers van kasteel Op Genhoes

## Ambten
Leden van het geslacht de Vos werden onder meer hoogdrossaard en lid van het Ridderschap van het Land van Valkenburg.

## Bezittingen
De familie bezat onder andere de volgende kastelen en adellijke huizen:
- Brunssum, Kasteel Op Genhoes (1340-1694), dit kasteel werd in 1622 gebouwd en verving het kasteel Rozengaard (ook wel: Rozengoed of Cluttenleen) en het houten kasteel (ook wel Vossenleen)
- Heerlen, Kasteel Meezenbroek
- Holtum, Huize Holtum (14e eeuw-1566)
- Roosteren, Kasteel Ter borch (16e eeuw)
- Übach-Palenberg (Duitsland), (1676-1697)

## Trivia
- Brunssum kent een Ridder Vosstraat
- Geleen kent een Ridder Vosstraat